# Ishraga Mustafa Hamid
Ishraga Mustafa Hamid (arabisch إشراقة مصطفى حامد, DMG Išrāqa Muṣṭafā Ḥāmid; * 16. September 1961 in Kusti, Sudan) ist eine österreichische Schriftstellerin, Übersetzerin, Politikwissenschaftlerin und freie Journalistin sudanesischer Herkunft.

## Leben und Wirken
Mustafa Hamid studierte an der Universität Khartum Publizistik, engagierte sich in der sudanesischen Frauenbewegung und arbeitete zunächst auch als Journalistin. Nach dem Militärputsch durch Umar al-Baschir im Jahr 1989 verließ sie als Oppositionelle ihr Heimatland und übersiedelte nach Österreich. Seit 1993 in Wien wohnhaft, studierte sie dort Publizistik und Politikwissenschaft und schloss 2006 ihr Studium mit einer Promotion über Befreiungsprozesse afrikanischer Frauen in Wien ab.
Neben ihrer schriftstellerischen Tätigkeit engagiert sie sich in Organisationen für Migranten und als Beauftragte für arabische Literatur im Österreichischen PEN-Club. Weiterhin hatte sie einen Lehrauftrag am Institut für Politikwissenschaft der Universität Wien, leitete eine Schreibwerkstatt für zugewanderte und geflüchtete Menschen und schreibt als Journalistin über die Lebensbedingungen schwarzer Migranten in Österreich. Außerdem war sie eine der Gründerinnen der Schwarze Frauen Community in Wien.
In der Videoaufnahme einer Konferenz zu arabischer Literatur vom Juli 2021 nannte sie Virginia Woolf und die sudanesische Schriftstellerin Malkat al-Dar Muhammad als frühe Einflüsse auf ihr Selbstverständnis als feministische Schriftstellerin.
In Bezug auf die globalen Bemühungen für Umweltschutz, die sie durch eine Schulpartnerschaft zwischen Österreich und dem Sudan gefördert hat, sieht Mustafa Hamid als Muslimin den verantwortungsvollen Umgang mit der Natur im Einklang mit dem islamischen Weltverständnis.

## Werke (Auswahl)
Mustafa Hamids literarische Werke wurden sowohl unter ihrem eigenen Namen als auch in mehreren Anthologien publiziert. Daneben wirkte sie unter anderem als Herausgeberin und Übersetzerin einer Auswahl zeitgenössischer arabischer Gedichte unter dem Titel „Symphonie der Rub al-Chali“, die sie auf Deutsch sowie auf Arabisch publizierte. 2017 veröffentlichte sie zusammen mit anderen Herausgebern des Österreichischen PEN-Clubs die Anthologie "Wir, bewegende Steine".
Die Liste ihrer Werke umfasst unter anderem:
- Die Fremde in mir (1999)
- Die Sprache des Widerstandes (2000),
- Eure Sprache ist nicht meine Sprache (2002)
- Trotzdem singe ich (2003)
- Man fragt mich, ob ich bin (2009)
- Gesichter der Donau. Gedichte und Prosa (2014)
- Symphonie der Rub al-Chali. Gedichte (2015)
- Das Weibliche der Flöte. Gedichte aus dem Arabischen (2017)
- Auf dem Weg zur Befreiung? Empowerment-Prozesse Schwarzer Frauen afrikanischer Herkunft in Wien (Dissertation)

Im Jahr 2012 erschien ihre Übersetzung einer Erzählung des im österreichischen Exil lebenden sudanesischen Schriftstellers Abdelaziz Baraka Sakin unter dem Titel "Alkchandris: Wer hat Angst vor Osman Bushra?"
Auf Arabisch veröffentlichte sie bis 2017 sieben Werke, die sowohl eigene Lyrik, eine zweibändige Autobiografie und Literaturkritik zum Werk von Tayyib Salih, wie auch die oben erwähnte Anthologie arabischer Poesie umfassen.

## Ehrungen
Im Oktober 2020 erhielt sie das Goldene Verdienstzeichen des Landes Wien.